# Лександ (община)
Лександ (на шведски: Leksands kommun) е община разположена в лен Даларна, централна Швеция с обща площ 1419 km2 и население 15 157 души (към 31 декември 2013). Административен център е град Лександ.